# Claude-François Deschamps de Champloiseau
Claude-François Deschamps de Champloiseau (* 1745 in Orléans, † um Januar 1791) war ein französischer Geistlicher, der sich der oralen Erziehung gehörloser Kinder widmete.

## Biografie
Claude-François (auch Étienne-François) Deschamps de Champloiseau, bekannt als Abbé Deschamps, wurde 1745 in Orléans geboren und studierte am Priesterseminar in Orléans. Um 1760 wurde er Kaplan der Ste-Croix-Kirche in Orléans.
Als er ein von Jacob Rodrigues Pereira unterrichtetes gehörloses Kind traf, fühlte er sich zum Unterricht von gehörlosen Kindern berufen. Er hielt nichts von Abbé Charles-Michel de l’Epée´s „methodischen Zeichen“, sondern wollte die Kinder lautsprachlich unterrichten. Er eröffnete auf seine Kosten eine Klasse für gehörlose Kinder bescheidener Herkunft in Orléans und widmete ihnen seine Fürsorge.
Berühmt ist er auch für seine Kontroverse mit dem gehörlosen Pierre Desloges, welcher die Gebärdensprache als Kommunikationsmittel mit gehörlosen Kindern empfahl.
Er interessierte sich auch für andere Behinderungen. Er schlug zum Beispiel vor, junge blinde Menschen durch Taktgefühl zu erziehen.
1786 übersetzte er Francis Bacon´s De augmentis scientiarum ins Französische, ohne dies jedoch zu veröffentlichen. Er soll auch eine Abhandlung über das Stottern verfasst haben, in der er seine physiologische Methode erläutert. Ihm ist die französische Ausgabe De Loquela von Johann Konrad Ammann zu verdanken.
Deschamps war Mitglied der Académie d'Orléans, wo er Forschungen zu mikroskopisch kleinen Tieren vorstellte.
Durch eine Krankheit geschwächt, zog er sich auf ein kleines Herrenhaus auf dem Land zurück. Er starb wahrscheinlich fast unbemerkt im Januar 1791.

## Hauptveröffentlichungen
- Lettre à M. de Sailly, capitaine de cavalerie sur l’institution des sourds-muets, Paris, Valade. 1777
- Cours élémentaire d’éducation des sourds et muets,.... suivi d’une Dissertation sur la parole / traduite du latin de Jean-Conrad Amman, ... ; par M. Beauvais de Préau, Paris, Debure. 1779[1]
- Lettre a M. de Bellisle, secrétaire des commandemens de S.A.M. le duc d’Orléans, pour servir de réponse aux observations d’un sourd et muet sur un cours élémentaire d’éducation des sourds et muets publié en 1770. Paris. 1780
- De la Manière de suppléer aux oreilles par les yeux, pour servir de suite au Cours élémentaire d’éducation des sourds et muets, Paris, Debure. 1783